# بين ستوري
بين ستوري هو مجدف كندي، ولد في 1 أبريل 1974.

## وصلات خارجية
- بين ستوري على موقع الاتحاد الدولي للتجديف (الإنجليزية)